# Danh sách đô thị tại Cuenca

Bản đồ tỉnh Cuenca

Đây là danh sách các đô thị trong tỉnh Cuenca, thuộc cộng đồng tự trị Castile-La Mancha, Tây Ban Nha.
| Tên                        | Dân số (2002) |
| Abia de la Obispalía       | 85            |
| El Acebrón                 | 278           |
| Alarcón                    | 182           |
| Albaladejo del Cuende      | 385           |
| Albalate de las Nogueras   | 356           |
| Albendea                   | 169           |
| La Alberca de Záncara      | 1.780         |
| Alcalá de la Vega          | 171           |
| Alcantud                   | 116           |
| Alcázar del Rey            | 242           |
| Alcohujate                 | 55            |
| Alconchel de la Estrella   | 193           |
| Algarra                    | 34            |
| Aliaguilla                 | 829           |
| La Almarcha                | 602           |
| Almendros                  | 311           |
| Almodóvar del Pinar        | 525           |
| Almonacid del Marquesado   | 537           |
| Altarejos                  | 290           |
| Arandilla del Arroyo       | 34            |
| Arcas del Villar           | 766           |
| Arcos de la Sierra         | 117           |
| Arguisuelas                | 193           |
| Arrancacepas               | 36            |
| Atalaya del Cañavate       | 130           |
| Barajas de Melo            | 745           |
| Barchín del Hoyo           | 123           |
| Bascuñana de San Pedro     | 41            |
| Beamud                     | 103           |
| Belinchón                  | 360           |
| Belmonte                   | 2.327         |
| Belmontejo                 | 250           |
| Beteta                     | 444           |
| Boniches                   | 181           |
| Buciegas                   | 79            |
| Buenache de Alarcón        | 616           |
| Buenache de la Sierra      | 105           |
| Buendía                    | 505           |
| Campillo de Altobuey       | 1.691         |
| Campillos-Paravientos      | 140           |
| Campillos-Sierra           | 96            |
| Campos del Paraíso         | 1.069         |
| Canalejas del Arroyo       | 343           |
| Cañada del Hoyo            | 333           |
| Cañada Juncosa             | 346           |
| Cañamares                  | 582           |
| El Cañavate                | 238           |
| Cañaveras                  | 377           |
| Cañaveruelas               | 223           |
| Cañete                     | 910           |
| Cañizares                  | 615           |
| Carboneras de Guadazaón    | 958           |
| Cardenete                  | 727           |
| Carrascosa                 | 111           |
| Carrascosa de Haro         | 146           |
| Casas de Benítez           | 1.118         |
| Casas de Fernando Alonso   | 1.405         |
| Casas de Garcimolina       | 39            |
| Casas de Guijarro          | 135           |
| Casas de Haro              | 910           |
| Casas de los Pinos         | 531           |
| Casasimarro                | 3.050         |
| Castejón                   | 224           |
| Castillejo de Iniesta      | 166           |
| Castillejo-Sierra          | 48            |
| Castillo de Garcimuñoz     | 209           |
| Castillo-Albaráñez         | 28            |
| Cervera del Llano          | 315           |
| La Cierva                  | 52            |
| Cuenca                     | 46.859        |
| Cueva del Hierro           | 49            |
| Chillarón de Cuenca        | 381           |
| Chumillas                  | 47            |
| Enguídanos                 | 500           |
| Fresneda de Altarejos      | 85            |
| Fresneda de la Sierra      | 72            |
| La Frontera                | 203           |
| Fuente de Pedro Naharro    | 1.211         |
| Fuentelespino de Haro      | 311           |
| Fuentelespino de Moya      | 149           |
| Fuentenava de Jábaga       | 398           |
| Fuentes                    | 508           |
| Fuertescusa                | 111           |
| Gabaldón                   | 207           |
| Garaballa                  | 149           |
| Gascueña                   | 157           |
| Graja de Campalbo          | 134           |
| Graja de Iniesta           | 371           |
| Henarejos                  | 251           |
| El Herrumblar              | 777           |
| La Hinojosa                | 318           |
| Los Hinojosos              | 1.050         |
| El Hito                    | 223           |
| Honrubia                   | 1.619         |
| Hontanaya                  | 423           |
| Hontecillas                | 86            |
| Horcajo de Santiago        | 3.517         |
| Huélamo                    | 124           |
| Huelves                    | 64            |
| Huérguina                  | 108           |
| Huerta de la Obispalía     | 152           |
| Huerta del Marquesado      | 243           |
| Huete                      | 2.097         |
| Iniesta                    | 4.207         |
| Laguna del Marquesado      | 71            |
| Lagunaseca                 | 124           |
| Landete                    | 1.477         |
| Ledaña                     | 1.882         |
| Leganiel                   | 244           |
| Las Majadas                | 365           |
| Mariana                    | 313           |
| Masegosa                   | 122           |
| Las Mesas                  | 2.420         |
| Minglanilla                | 2.263         |
| Mira                       | 1.127         |
| Monreal del Llano          | 80            |
| Montalbanejo               | 187           |
| Montalbo                   | 734           |
| Monteagudo de las Salinas  | 133           |
| Mota de Altarejos          | 56            |
| Mota del Cuervo            | 5.693         |
| Motilla del Palancar       | 5.244         |
| Moya                       | 282           |
| Narboneta                  | 91            |
| Olivares de Júcar          | 542           |
| Olmeda de la Cuesta        | 43            |
| Olmeda del Rey             | 234           |
| Olmedilla de Alarcón       | 166           |
| Olmedilla de Eliz          | 29            |
| Olivares de Júcar          | 584           |
| Osa de la Vega             | 639           |
| Pajarón                    | 126           |
| Pajaroncillo               | 92            |
| Palomares del Campo        | 981           |
| Palomera                   | 184           |
| Paracuellos                | 136           |
| Paredes                    | 82            |
| La Parra de las Vegas      | 56            |
| El Pedernoso               | 1.268         |
| Las Pedroñeras             | 6.860         |
| El Peral                   | 732           |
| La Peraleja                | 149           |
| La Pesquera                | 273           |
| El Picazo                  | 720           |
| Pinarejo                   | 387           |
| Pineda de Gigüela          | 139           |
| Piqueras del Castillo      | 78            |
| Portalrubio de Guadamejud  | 87            |
| Portilla                   | 96            |
| Poyatos                    | 109           |
| Pozoamargo                 | 325           |
| Pozorrubielos de la Mancha | 268           |
| Pozorrubio                 | 476           |
| El Pozuelo                 | 101           |
| Priego                     | 1.019         |
| El Provencio               | 2.599         |
| Puebla de Almenara         | 523           |
| Puebla de Don Francisco    | 351           |
| Puebla del Salvador        | 283           |
| Quintanar del Rey          | 6.625         |
| Rada de Haro               | 65            |
| Reíllo                     | 146           |
| Rozalén del Monte          | 113           |
| Saceda-Trasierra           | 107           |
| Saelices                   | 673           |
| Salinas del Manzano        | 111           |
| Salmeroncillos             | 181           |
| Salvacañete                | 325           |
| San Clemente               | 6.596         |
| San Lorenzo de la Parrilla | 1.391         |
| San Martín de Boniches     | 90            |
| San Pedro Palmiches        | 101           |
| Santa Cruz de Moya         | 399           |
| Santa María de los Llanos  | 840           |
| Santa María del Campo Rus  | 737           |
| Santa María del Val        | 113           |
| Sisante                    | 1.804         |
| Solera de Gabaldón         | 45            |
| Sotorribas                 | 991           |
| Talayuelas                 | 1.165         |
| Tarancón                   | 11.930        |
| Tébar                      | 381           |
| Tejadillos                 | 159           |
| Tinajas                    | 372           |
| Torralba                   | 191           |
| Torrejoncillo del Rey      | 667           |
| Torrubia del Campo         | 334           |
| Torrubia del Castillo      | 36            |
| Tragacete                  | 331           |
| Tresjuncos                 | 470           |
| Tribaldos                  | 134           |
| Uclés                      | 319           |
| Uña                        | 134           |
| Los Valdecolmenas          | 114           |
| Valdemeca                  | 103           |
| Valdemorillo de la Sierra  | 84            |
| Valdemoro-Sierra           | 175           |
| Valdeolivas                | 273           |
| Valdetórtola               | 138           |
| Las Valeras                | 1.337         |
| Valhermoso de la Fuente    | 56            |
| Valsalobre                 | 66            |
| Valverde de Júcar          | 1.339         |
| Valverdejo                 | 142           |
| Vara de Rey                | 645           |
| Vega del Codorno           | 226           |
| Vellisca                   | 166           |
| Villaconejos de Trabaque   | 490           |
| Villaescusa de Haro        | 596           |
| Villagarcía del Llano      | 950           |
| Villalba de la Sierra      | 542           |
| Villalba del Rey           | 675           |
| Villalgordo del Marquesado | 118           |
| Villalpardo                | 1.125         |
| Villamayor de Santiago     | 2.734         |
| Villanueva de Guadamejud   | 120           |
| Villanueva de la Jara      | 2.350         |
| Villar de Cañas            | 438           |
| Villar de Domingo García   | 276           |
| Villar de la Encina        | 219           |
| Villar de Olalla           | 965           |
| Villar del Humo            | 350           |
| Villar del Infantado       | 45            |
| Villar y Velasco           | 122           |
| Villarejo de Fuentes       | 756           |
| Villarejo de la Peñuela    | 31            |
| Villarejo-Periesteban      | 524           |
| Villares del Saz           | 666           |
| Villarrubio                | 251           |
| Villarta                   | 815           |
| Villas de la Ventosa       | 362           |
| Villaverde y Pasaconsol    | 418           |
| Víllora                    | 196           |
| Vindel                     | 22            |
| Yémeda                     | 29            |
| Zafra de Záncara           | 190           |
| Zafrilla                   | 120           |
| Zarza de Tajo              | 254           |
| Zarzuela                   | 273           |